# アレクサンドル・アルフォンス
アレクサンドル・アルフォンス（フランス語: Alexandre Alphonse、1982年6月17日 - ）は、グアドループ系フランス人の元サッカー選手。元グアドループ代表。現役時代のポジションはFW。

## クラブ歴
グルノーブル・フット38に加入するもトップチームでの出番はなく、エトワール・カルージュFCにレンタル移籍した。その後契約解除してFCラ・ショー＝ド＝フォンに完全移籍した。2005年にFCチューリッヒに加入。
2012年にリーグ・アンのスタッド・ブレスト29に移籍、リーグ・ドゥ降格後も所属した。2016年からセルヴェットFCに所属した。

## 代表歴
2009年7月5日に行われた2009 CONCACAFゴールドカップのパナマ代表戦でグアドループ代表初出場、同大会で3試合に出場し、コスタリカ代表戦で初得点を記録した。
その後は長らく出場しなかったが、カリビアンカップ2017予選のスリナム代表戦で復帰した。